# Mauloutchia coriacea
Mauloutchia coriacea är en tvåhjärtbladig växtart som beskrevs av René Paul Raymond Capuron. Mauloutchia coriacea ingår i släktet Mauloutchia och familjen Myristicaceae. Inga underarter finns listade i Catalogue of Life.